# Ken Thompson
Kenneth Lane Thompson (Nueva Orleans, Luisiana; 4 de febrero de 1943), más conocido como Ken Thompson, es un pionero en las ciencias de la computación. Su trabajo con el lenguaje de programación B y el sistema operativo UNIX y Plan 9 para los laboratorios Bell. Se le adjudica a Thompson, junto a  Dennis Ritchie, la creación de UNIX.

## Biografía
En 1965 se diploma en ciencias y en 1966 consigue un máster en ingeniería eléctrica y ciencias de la computación, por la universidad de California.

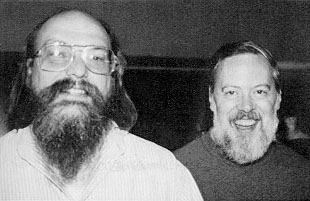
Ken Thompson (izquierda) y Dennis Ritchie

En los años 60, Thompson y Dennis Ritchie trabajaron el sistema operativo Multics. Tanto Thompson como Ritchie abandonaron el desarrollo de Multics por su creciente complejidad, y en 1969 crean el sistema operativo UNIX.
Thompson había desarrollado la versión de CTSS del editor de texto QED (Quick Editor), que incluyó las expresiones regulares para buscar el texto. QED y un editor más moderno ed (el editor por defecto en Unix) contribuyeron al desarrollo de las expresiones regulares. Estas llegaron a ser importantes en procesadores de texto. Casi todos los programas que trabajan con expresiones regulares hoy, utilizan una cierta variante de la notación de Thompson.
También trabajó en el desarrollo de la PDP-11 y en la introducción de las pipes o tuberías en los sistemas operativos. 
El 2 de septiembre de 1992, inventa junto a Rob Pike el código de caracteres UTF-8, pero no fue presentado oficialmente hasta enero de 1993 en una conferencia en San Diego.
Junto con Joseph Condon, creó el hardware y el software para Belle, un ordenador de ajedrez. Más adelante, con la ayuda del experto ajedrecista John Roycroft, Thompson distribuyó sus primeros resultados en CD-ROM.
El estilo de programación de Thompson ha influenciado notablemente a otros programadores. 
A finales de 2000, Thompson se retiró de los laboratorios de Bell, para trabajar en Entrisphere donde estuvo hasta 2006. Actualmente trabaja para Google en el desarrollo del lenguaje Go.

## Premios
- Premio Turing (1983), junto con Dennis Ritchie. Por sus contribuciones al desarrollo de sistemas operativos en general y la creación de UNIX en particular.
- Medalla nacional de la Tecnología de Estados Unidos (1999).
- Premio Tsutomu Kanai (1999) del IEEE.